# Vocalization
『Vocalization』（ヴォーカリゼーション）は、森川美穂の6枚目のアルバム。1990年5月23日に東芝EMI / EASTWORLDから発売された。

## 解説
「声心声力・ヴォーカル主義」をキャッチコピーとした、東芝EMI移籍後初アルバム。ジョー・リノイエが全曲サウンドプロデュース（全曲ボーカル指導も行う）。オリコンアルバムチャート4位を記録。 

## 批評
『CDジャーナル』は、「こんなタイトルつけるだけあって、やっぱり歌がウマいわ。かのモリタカさんはムチャなケレン味で勝負に出たけど、こちらモリカワさんは、ストレートな豪速球で勝負に出た。スピード感抜群でカッコいい『ブルーウォーター』が、今の彼女のコンディションの良さを象徴。」と批評した。

## 収録曲
| 全編曲: ジョー・リノイエ & 鈴川真樹。 |                          |            |                  |       |
| #                                     | タイトル                 | 作詞       | 作曲             | 時間  |
| 1.                                    | 「ブルーウォーター」     | 来生えつこ | 井上ヨシマサ     | 4:04  |
| 2.                                    | 「心のパーキングゾーン」 | 来生えつこ | TSUKASA          | 4:31  |
| 3.                                    | 「突然のEmotion」        | 森川美穂   | ジョー・リノイエ | 4:14  |
| 4.                                    | 「Down」                 | 森川美穂   | 鈴川真樹         | 4:11  |
| 5.                                    | 「Yes, I Will…」         | 森川美穂   | ジョー・リノイエ | 4:26  |
| 6.                                    | 「彼女のユウウツ」       | 森川美穂   | 羽場仁志         | 4:37  |
| 7.                                    | 「きっとSuccess」        | 来生えつこ | 吉富博明         | 4:40  |
| 8.                                    | 「言わせてよ!」          | 森川美穂   | ジョー・リノイエ | 5:00  |
| 9.                                    | 「Be Your Lover」        | 来生えつこ | 丸本修           | 4:54  |
| 10.                                   | 「Today」                | 森川美穂   | 清岡千穂         | 5:20  |
| 合計時間:                             | 合計時間:                | 合計時間:  | 合計時間:        | 45:57 |

## 参加ミュージシャン
- Vocal：森川美穂
- Drums：John Robinson, 江口信夫
- Bass：Neil Stubenhaus, 本田達也
- Guitar：鈴川真樹
- Keyboards：Joe Rinoie, 鈴川真樹, 西本明, Mikihiro Naoi
- Synthesizer Programmer：Harrie Hosotani

## メディアでの使用
| # | 曲名                     | タイアップ                                                    |
| - | ------------------------ | ------------------------------------------------------------- |
| 1 | 「ブルーウォーター」     | NHK総合テレビアニメ『ふしぎの海のナディア』オープニングテーマ |
| 2 | 「心のパーキングゾーン」 | 毎日放送系TV『地球ZIG ZAG』テーマソング                       |